# Utrechtsche Tram-Maatschappij
De Utrechtse Tram-Maatschappij (UTM) was een vervoerbedrijf. De UTM had verschillende paardentramlijnen in de stad Utrecht. De paardentrams van de UTM reden van 1889 tot 1907. Utrecht had op dat moment al een elektrische tram. De elektrische trams waren van de Gemeentetram Utrecht, die door de (gedwongen) sluiting van de paardentramlijnen het net flink uit kon breiden.

## Voorgeschiedenis
De inwoners van Utrecht maakten in 1879 voor het eerst kennis met het fenomeen tram. In dat jaar opende de Stichtse Tramway-Maatschappij (S.T.M.) de tramlijn Utrecht - Zeist, met het Rhijnspoorstation, het latere Centraal Station, als beginpunt. Enkele jaren later maakte ook de stoomtram haar opwachting. De IJsel Stoomtramweg-Maatschappij begon met dat vervoermiddel een dienst naar Jutphaas en Vreeswijk.
Voor het stadsvervoer hadden deze beide lijnen weinig betekenis, waardoor het idee ontstond een netwerk van stadstrams aan te leggen. Met dat doel werd in 1886 de UTM opgericht. Op 10 december van dat jaar werd een aanvraag gedaan voor een concessie (een toestemming om lijnen aan te mogen leggen en met trams te mogen rijden). Het stadsbestuur moest niet veel hebben van dergelijke nieuwigheden, en bovendien was er geen overeenstemming over de te volgen routes. Hierdoor zou het tot 25 januari 1889 duren voordat de concessie werd verleend.

## De opkomst van de stadstram

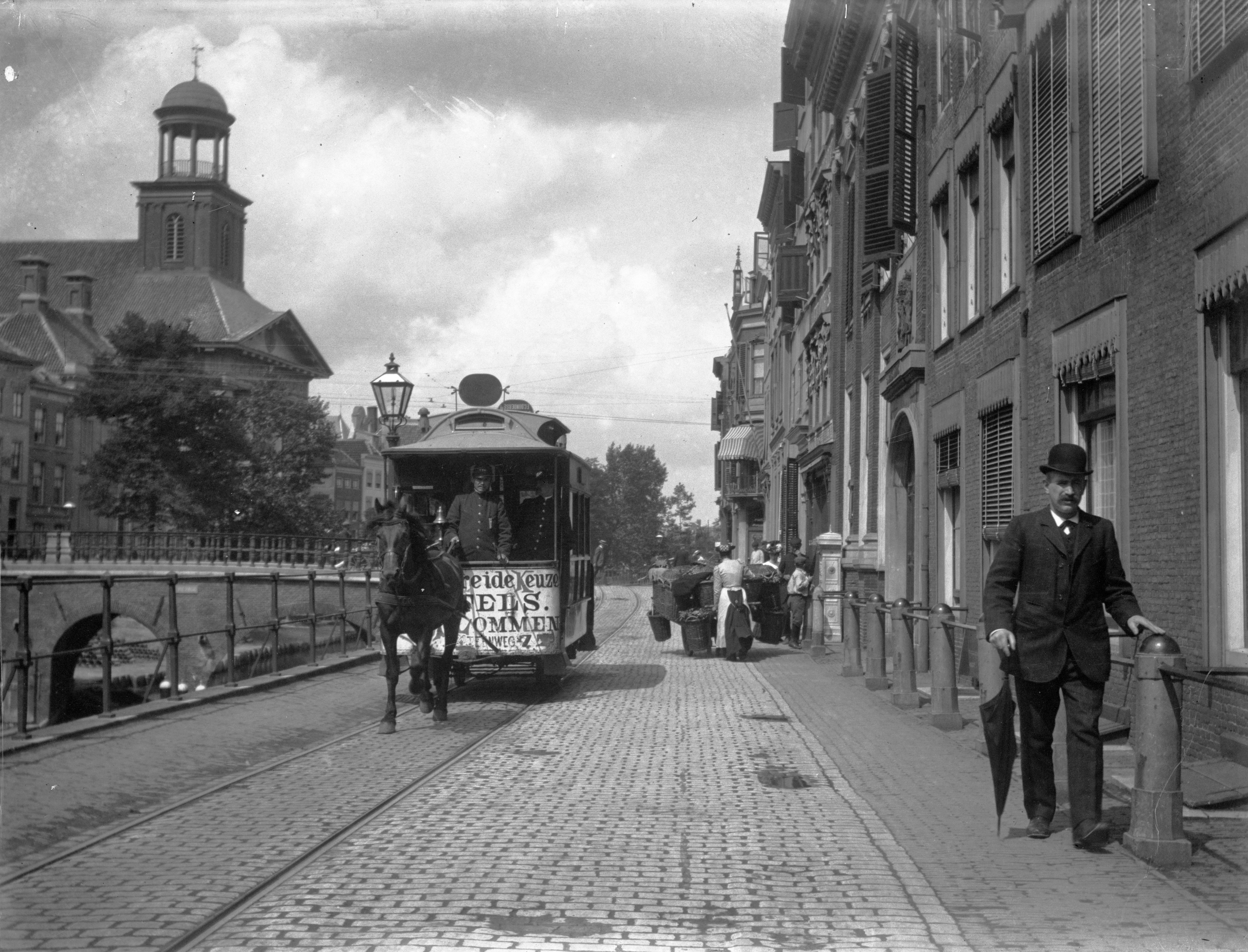
Een tram onderweg langs de Oude Gracht op de Noord-Zuidlijn. Op de achtergrond is de bovenleiding van de gemeentetram al te zien. Het is 1907, in de nadagen van de UTM

De eerste lijn was een west-oostverbinding, van het Rhijnspoorstation, via de Catharijnesingel, Mariaplaats, Servetstraat, Domplein, Domsteeg, Achter Sint Pieter, Keistraat, Nobelstraat, Nachtegaalstraat, Maliebaan en Maliesingel naar station Utrecht Maliebaan. Deze lijn werd op 3 juli 1889 geopend. Bijzonder aan deze lijn was dat deze onder de Domtoren door liep. Dit was een noodzakelijk kwaad, het was namelijk niet mogelijk het spoor met een boog om de toren heen te leiden.
Enige tijd later werd een zijtak geopend, van de Maliebaan naar de treinhalte Biltstraat. De UTM bouwde bij het Maliebaanstation een stal en een remise. De lijn Rhijnspoorstation - Maliebaanstation was opgedeeld in drie secties, met een tarief van vijf cent per sectie. De bronnen verschillen van mening over de openingsdatum van deze zijtak. De Amersfoortsche Courant van 15 juni 1889 meldt dat de lijn "eerdaags wordt opgeleverd". Elders valt echter te lezen dat de lijn pas in oktober 1892 in gebruik werd genomen.
Op 1 maart 1893 opende de UTM ook de noord-zuidlijn. Deze lijn begon aan de noordzijde van de toenmalige stad, aan de Lauwerecht in de Hoogelanden, vlak bij de Stopplaats Vechtbrug. Ook hier was een remise. Vanaf daar ging het zuidwaarts via de Lauwerecht en de Bemuurde Weerd Oostzijde naar de Oude Gracht. De tram volgde de Oude Gracht aan de oostzijde, behalve tussen de Bakkerbrug en de Stadhuisbrug. Tussen deze bruggen liep het spoor aan beide zijden van de gracht. Op archiefbeelden is te zien dat de trams aan de linkerkant van de gracht reden. Bij de Maartensbrug verliet de lijn de Oude Gracht en ging via het tracé van de West-Oostlijn naar het Domplein. Bij het Domplein sloegen de trams rechtsaf, om via het Wed weer terug te keren bij de Oude Gracht. Het eindpunt was bij het Ledig Erf.
In 1901 kreeg de UTM er een derde lijn bij. Op de lijn van de tramlijn Utrecht - Zeist ging de UTM met een stadstram rijden tussen het Rijnspoorstation en de Willem Barentzstraat, destijds aan de rand van de stad. De UTM bouwde ook bij de Willem Barentzstraat een remise.
Vanaf dat moment telde het netwerk van de UTM dus drie lijnen:
- De West-Oostlijn van het Rhijnspoorstation, Domplein, Maliebaan met een tak naar de treinhalte Biltstraat en een tak naar het Maliebaanstation;
- De Noord-Zuidlijn van de Hoogelanden via het Domplein naar het Ledig Erf;
- De tweede West-Oostlijn van het Rhijnspoorstation via Vredenburg, Neude, Voorstraat en Biltstraat naar de Willem Barentszstraat.

De trams van de UTM reden gewoonlijk elke 6,5 minuut.

## Een nieuwe lijn?
Het dorp Maarssen was, sinds de aanleg van het Merwedekanaal, afgesneden van het station. Vermeld wordt dat de "heeren J.A. Bloemsma en L. Switzar" bij de rijksoverheid een concessie aanvroegen voor een tramlijn tussen Maarsen, Zuilen en Utrecht. Bloemsma en Switzar waren alleen van plan de lijn aan te leggen. Daarna wensten deze heren de lijn te verhuren aan een vervoerbedrijf. Hierover volgden uitvoerige gesprekken tussen de beide partijen.
De spoorwijdte van de nieuwe tramlijn was kennelijk niet gelijk aan die van de UTM, want de UWM maakte bezwaar tegen de "te geringe spoorwijdte". In april 1894 werd vermeld dat de onderhandelingen tussen de UTM en de eigenaren van de beoogde lijn waren stopgezet. Van de plannen voor aanleg van de tramlijn werd vervolgens niets meer vernomen.

## Het einde van de UTM
Kort na de eeuwwisseling maakte Utrecht plannen voor de aanleg van een gemeentelijk netwerk met elektrische trams. Voor de paardentrams van de UTM was geen toekomst meer. De gemeente overwoog twee opties: de goedkoopste oplossing betrof het intrekken van de concessie. Echter de gemeente vond dat uit maatschappelijk oogpunt niet acceptabel, bovendien zou het betekenen dat de trams van de UTM van de ene op de andere dag niet meer zouden rijden. Daarom werd aan de UTM een voorstel gedaan voor overname. In 1905 bood de gemeente een bedrag van f. 165.000 voor alle bezittingen van de UTM. Het personeel zou een werkgarantie krijgen van drie maanden. Inmiddels maakten per maand meer dan 170.000 reizigers gebruik van de trams van de UTM. De almaar toenemende reizigersaantallen en toenemende opbrengsten voor de aandeelhouders zorgden voor een strijd met de gemeente.
De aandeelhouders van de UTM noemden het "onaannemelijk" dat men met het voorstel akkoord zou gaan. Hierop werd het bod verhoogd naar f. 226.250. Kennelijk verliepen de onderhandelingen vervolgens niet naar tevredenheid. Op 24 juli 1907 kondigde de gemeente namelijk aan de concessie in de trekken. De lijnen werden niet overgenomen. De UTM werd geliquideerd. De UTM verkocht de bezittingen, zoals de paarden, de rijtuigen, de stallen en de remises, waarna het bedrijf ophield te bestaan.
De sporen werden door de gemeente opgebroken. Op een deel van de west-oostlijn werd een nieuwe trambaan aangelegd voor de elektrische tram. Dit was op het deel van de route tussen de Mariaplaats en de Maliebaan, waarbij wel tussen het Domplein en de Nobelstraat een andere route werd gevolgd. De sporen van de UTM konden niet door de gemeente worden gebruikt voor de elektrische trams. De spoorwijdte van de Gemeentetram was namelijk 1435 mm, terwijl de sporen van de UTM in 1067 mm waren aangelegd.

## Rijtuigen
De UTM beschikte over enkele tientallen tramrijtuigen. In onderstaande tabel meer informatie over deze rijtuigen.
| Serie        | Bouwjaar    | Fabrikant           | Bijzonderheden | Afbeelding |
| ------------ | ----------- | ------------------- | --- | ---------- |
| 1 - 9        | 1889        | Beijnes             | Gesloten paardentramrijtuigen met 12 zit- en 12 staanplaatsen. Een totale lengte van 5 meter. Na ophef van het smalspoortrambedrijf in 1907 werden de rijtuigen afgevoerd. Twee werden in 1907 verkocht aan de Gemeentetram Venray en daar ingezet tot 1926 als nummer 2 en 3. Een derde rijtuig werd in 1910 verkocht aan de Gemeentetram Zaltbommel. Dit was wagen 7 die daar als wagen 2 tot 1923 bleef rijden |            |
| 10 - 21      | 1892 - 1893 | Pennock             | Gesloten paardentramrijtuigen. In 1907 werd één van de rijtuigen (mogelijk de 16) omgespoord naar meterspoor en verkocht aan de Tramlijn Hilversum - 's-Graveland waar deze bleef tot afvoer in 1923. In 1909 werden twee rijtuigen verkocht aan de Gemeentetram Venray waar deze werden ingezet als nummer 1 en 4. 14 en 15 in 1910 naar de Gemeentetram Zaltbommel. 18 in 1910 naar de Gemeentetram Zaltbommel als onderdelenleverancier. Na opheffing trambedrijf werd deze 18 in 1923 in 1925 als tuinhuisje gefotografeerd.                                                         |            |
| 31-34, 35-36 | 1894, 1898  | Métallurgique       | Open paardentramrijtuigen met 18 zitplaatsen. Volgens een bron waren dit de smalste paardentramrijtuigen die in Nederland ingezet zijn met een breedte van 1540 mm. De rijtuigen werden vernummerd in 1902 naar 50 - 55. Eén rijtuig werd in 1907 verkocht aan de Tramlijn Hilversum - 's-Graveland, werd omgespoord naar meterspoor en bleef daar tot afvoer in 1922. Twee rijtuigen werden verkocht aan de Gemeentetram Venray en werden daar 5 en 6 genummerd. Afvoer volgde in 1926. Twee rijtuigen werden verkocht aan de Gemeentetram Zaltbommel en bleven in als 4 en 5 tot 1923. |            |
| 22 - 29      | 1879, 1880  | Beijnes, Henri Plas | Normaalspoor, in dienst in 1901 voor inzet op het stadstraject van de lijn Utrecht - Zeist. Twee rijtuigen zijn de voormalige STM 2 en 4 uit 1879, waarbij een van deze het nummer 26 kreeg. Beide rijtuigen werden verkocht in 1907 aan de EGTM en werden daar in dienst gesteld als nummer 10 en 11. Dat bedrijf ging later over naar de OG Eén van beide rijtuigen werd in 1920 verkocht aan de Tramweg-Maatschappij Veendam - Pekela. 6 andere rijtuigen betroffen de voormalige rijtuigen STM 5 - 10 uit 1879/1880. Deze rijtuigen werden in 1907 afgevoerd.                        |            |
| 56 - 58      | 1902        | Métallurgique       | Normaalsporige open rijtuigen uit 1902 voor de stadsdienst Utrecht Centraal - Biltstraat., in 1907 overgenomen door de NCS . De rijtuigen werden in 1909 geschikt gemaakt als aanhangrijtuig achter elektrische trams en hierbij omgenummerd tot 27 - 29. Oorspronkelijk hadden de rijtuigen 24 zitplaatsen maar door het aanbrengen van een middenpad werd dit teruggebracht tot 18. In 1946 werden de rijtuigen voor het laatst ingezet. De 27 en 29 werden in hetzelfde jaar gesloopt. Rijtuig 28 werd bewaard door het Nederlands Spoorwegmuseum                                     |            |